# Герб лену Уппсала
Герб лену Уппсала (швед. Uppsala läns vapen) — сучасного адміністративно-територіального утворення лену Уппсала. 
Виник як герб історичної провінції (ландскапу) Уппланд.

## Історія
Герб ландскапу Уппланд розроблено для процесії під час похорону короля Густава Вази 1560 року. З тих пір герб вживається без змін. 
17 листопада 1939 року затверджений як герб лену Уппсала.

## Опис (блазон)
У червоному полі золота держава (куля з хрестом), оздоблену коштовним камінням.

## Зміст
Держава символізує духовну та світську владу.
Герб лену може використовуватися органами влади увінчаний королівською короною.